# Buyengero
Buyengero är en kommun i Burundi. Den ligger i provinsen Rumonge, i den sydvästra delen av landet, 60 kilometer söder om Burundis största stad Bujumbura. Antalet invånare var 58 670 vid folkräkningen 2008. Arean är 215 kvadratkilometer.